# Sītā

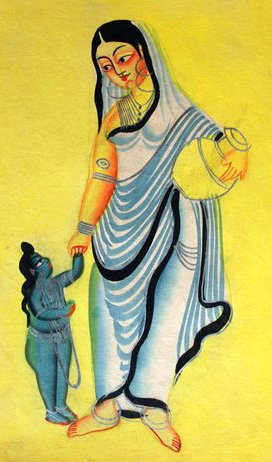
Sītā con il figlio Lava. Stampa del XIX secolo.

Sītā (devanāgarī: सीता; lett. "Solco", inteso come tracciato lasciato da un vomero) è un sostantivo femminile e un nome proprio sanscrito che intende, tra gli altri, indicare più figure epiche o divine.
Già nel Ṛgveda Saṃhitā viene invocata quale dea dell'agricoltura, protettrice dei suoi frutti:
yathā naḥ subhaghāsasi yathā naḥ suphalāsasi»
(Ṛgveda Saṃhitā IV, 57; traduzione di Raimon Panikkar, I Veda vol.1. Milano, Rizzoli, 2008, p.367)
Tale "solco" fertile e fruttifero viene così identificato come organo femminile, come dea madre.
Nell'epica hindū, segnatamente nel Rāmāyaṇa è il nome della moglie di Rāma, avatāra di Viṣṇu, che il dio conquista vincendo una gara di arco celebrata presso la corte del re Janaka, sovrano dei Videha.
La moglie di Rāma, la principessa Sītā, deve il suo nome al fatto di essere nata dal solco tracciato dal re Janaka durante un rito, da qui anche il suo epiteto Ayonijā ("Non nata dal grembo").